# Ludwig Kẻ hút máu
Ludwig Kẻ hút máu là nhân vật thần thoại của nước Mỹ và có khả năng là truyền thuyết thành thị ở Thành phố New York trong khoảng từ giữa đến cuối thế kỷ 19. Vốn là nhân vật lâu năm của khu phố Bowery, hắn ta được mô tả sở hữu những phẩm chất giống như ma cà rồng. Truyền thuyết thành thị kể rằng Ludwig là "gã người Đức béo lùn, da ngăm đen, với cái đầu to đội mũ miện cùng mái tóc đen xù xì. Chùm tóc lớn mọc ra ngoài tai, và ngoại hình khác thường của hắn trông nổi bật hơn từ cái búi tóc khác mọc ở cuối mũi" và được cho là có "cọng tóc mọc ra từ mọi lỗ chân lông". Ludwig chuyên rình mồi những tên khách say xỉn trong các cuộc ẩu đả ở quầy bar nằm gần Hội trường Bismark và tòa nhà Hạ viện và nghe kể là hắn đã "nốc cạn máu người như thể đó chỉ là rượu mà thôi".